# Indian Airlines

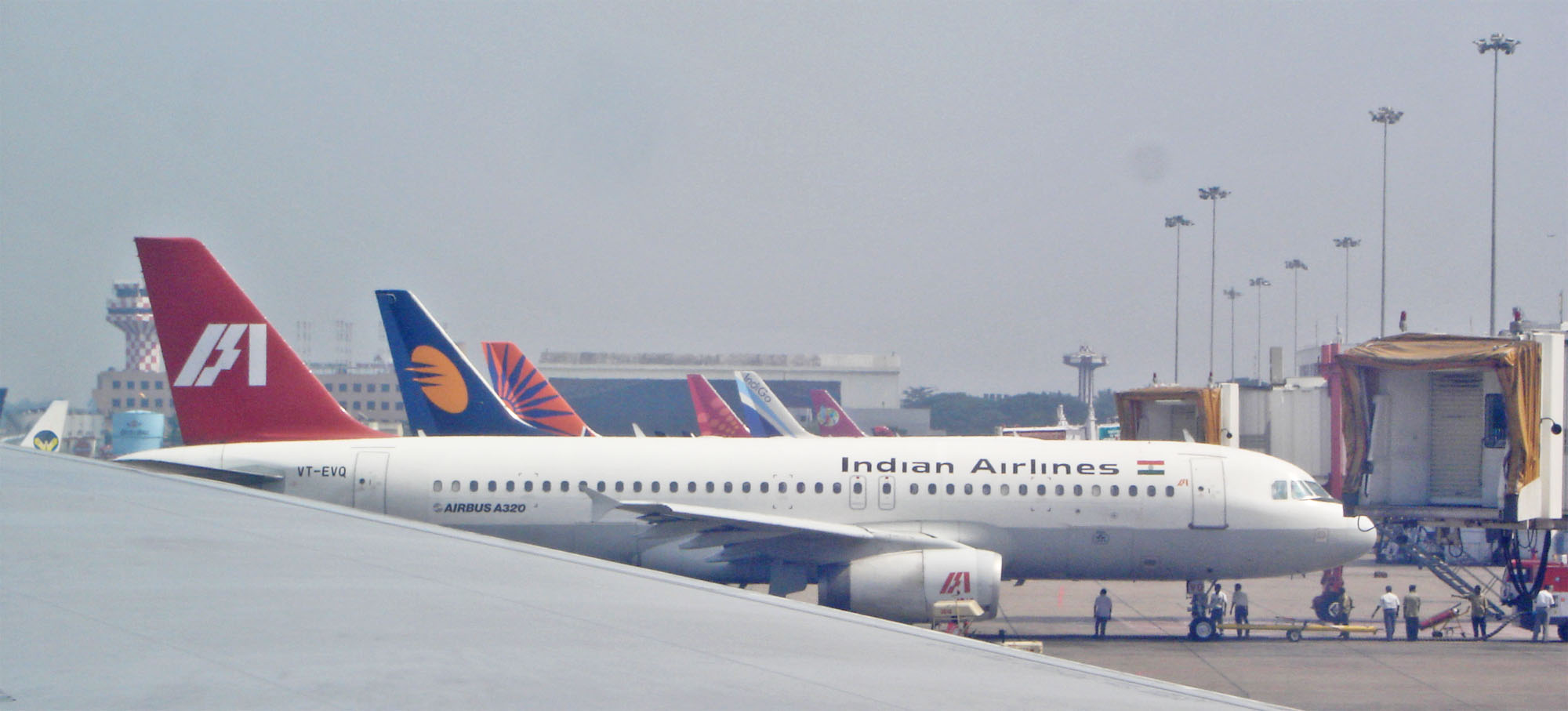
Avión de Indian Airlines.

Indian (Hindi: इंडियन) (anteriormente Indian Airlines Hindi: इंडियन एयरलाइन्स) fue una compañía aérea estatal de la India, principalmente de carácter regional y controlada por el Ministerio Federal de Aviación Civil del Gobierno de la India. Sus principales bases son los aeropuertos internacionales de Madrás, Chatrapati Shivaji en Bombay, Netaji Subhash Chandra Bose en Calcuta e Indira Gandhi en Nueva Delhi. 
La compañía era anteriormente conocida como Indian Airlines. El 7 de diciembre de 2005 fue renombrada como Indian dentro del programa para relanzar la imagen de la empresa como preparación para una OPV. La aerolínea fue absorbida por Air India, la compañía de bandera del país en 2011. Alliance Air es una filial totalmente controlada por Indian.

## Historia
La compañía fue creada a partir de la Air Corporations Act, 1953 (Ley de Corporaciones Aéreas de 1953) con un capital inicial de 32 millones de rupias indias e inició sus operaciones el 1 de agosto de 1953. Fue fundada antes de que la legislación obligase a nacionalizar toda la industria aeronáutica de la India. Dos nuevas aerolíneas nacionales fueron creadas siguiendo el mismo modelo que en el Reino Unido con BOAC y BEA. Air India se ocuparía de las rutas internacionales e Indian Airlines Corporation (IAC) de las rutas regionales y regionales.
Siete antiguas compañías regionales independientes (Deccan Airways, Airways-India, Bharat Airways, Himalayan Aviation, Kalinga Air Lines, Indian National Airways, Air Services of India) se fusionaron para formar el nuevo transportista regional nacional. Indian Corporation heredó una flota de 99 aeronaves incluyendo 74 Douglas DC-3, 12 Vickers Viking y 3 Douglas DC-4, además de varios aparatos de menor tamaño. 
Los Vickers Viscount fueron introducidos en 1957 para más tarde recibir los Fokker F27 Friendship, en 1961. Los años 60 vieron también la llegada de los Hawker Siddeley 748, fabricados en India.
La época a reacción comenzó en IAC con la introducción del reactor Sud Aviation Caravelle en 1964, seguido del Boeing 737-200 a principios de los 70. En abril de 1976 llegaron los 3 primeros reactores de fuselaje ancho Airbus A300. Hacia 1990 fueron añadidos los Airbus A320.
El proceso de liberalización económica iniciado por el Gobierno de la India a principios de los 90 terminó con la dominación por parte de Indian Airlines del mercado regional. A partir de entonces habría de plantar cara a la dura competencia de Jet Airways, Air Sahara, East-West Airlines y ModiLuft. En 2005 Indian Airlines era la segunda aerolínea del país tras Jet Airways, mientras que Air Sahara controlaba un 17% del mercado.
East-West Airlines y ModiLuft cesaron sus operaciones debido a la entrada en el mercado de varias aerolíneas de bajo costo como Air Deccan, Kingfisher Airlines y SpiceJet, aumentando la competencia y forzando a Indian a bajar sus tarifas. Sin embargo, Indian Airlines sigue siendo una empresa rentable.
Ante el aumento de la competencia regional la aerolínea trata de sobreponerse a él reestructuramdo su organización, dirección y administración, con el punto de mira puesto en una OPV para 2006. Recientemente ha sido renombrada como 'Indian'. El nuevo logotipo de la compañía representa una interpretación contemporánea de la Rueda del Templo del Sol de Konark.
El Ministro indio de Aviación Civil, Praful Patel, anunció el plan del Gobierno de la India para fusionar Air India e Indian en una gran aerolínea con una flota de 130-140 aeronaves. Esto podría tener lugar entre los últimos meses de 2006 y mediados de 2007. Si finalmente la operación se lleva a cabo, el gigante resultante entrará en competenca directa con las grandes aerolíneas mundiales como British Airways, Air France, Lufthansa, Iberia L.A.E., JAL y American Airlines.

## Servicios y cifras
Indian vuela a 64 destinos regionales y a 16 internacionales ofreciendo 35.000 plazas diarias. La compañía pretende aumentar el número de destinos a los que viaja para incrementar su mercado, así como dar un impulso a las rutas del Golfo Pérsico, que suponen un 12% de sus beneficios y abrir rutas con Europa y los Estados Unidos.
Actualmente es la mayor aerolínea del país y sigue controlada por el Gobierno de la India. Emplea a unas 19.600 personas (enero de 2005). Su facturación anual, junto con su subsidiaria Alliance Air supera con creces los mil millones de dólares USA. En cuanto al número de pasajeros transportados, ambas compañías suman unos 7,5 millones anuales.

## Flota
La flota de Indian se compone de las siguientes aeronaves (2012) sumando un total de 102:
- 3 Airbus A300B4
- 51 Airbus A320-200
- 20 Airbus A321
- 20 Airbus A319
- 2 Dornier Do 228
- 4 ATR 42
- 2 Boeing 737-300 - Carguero

La edad media de la flota es de 15,8 años, por ello Indian ha recibido recientemente 43 unidades a Airbus que comprende:
- 19 Airbus A319
- 4 Airbus A320
- 20 Airbus A321

Estos pedidos comenzarán a llegar a mediados de 2006 y seguirán durante 2007. Los viejos Boeing se han convertido en cargueros. Está en proceso de negociación con Airbus y Boeing la compra de 12 aviones de fuselaje ancho.

## Libreas
La librea de la compañía utilizada mientras se llamaba Indian Airlines era una de las más antiguas de la aviación mundial. Sus aviones eran principalmente blancos. La "barriga" era en gris metálico brillante y sobre las ventanillas la marca "Indian Airlines" estaba escrita en inglés de un lado y en hindi del otro. La cola era de un naranja brillante con el logotipo en blanco. En la mayoría de los aviones el logotipo también estaba pintado sobre el color metálico original de los motores. Tras el cambio de nombre a Indian, las aeronaves fueron remozadas con un nuevo aspecto inspirado en el Templo del Sol de Konark en Orissa.

## Incidentes y accidentes
Ha habido al menos 12 sucesos fatales en la historia de Indian Airlines primero y de Indian después. 
- 29 de agosto de 1970: un Fokker F27 de Indian Airlines se estrelló contra el suelo poco después de despegar. Los 5 tripulantes y los 34 pasajeros murieron.
- 9 de diciembre de 1971: Un HS748 de la compañía descendía hacia Madurai cuando se estrelló a unos 80 km del aeropuerto, de día pero con visibilidad reducida. Los 34 ocupantes y la tripulación fallecieron.
- 11 de agosto de 1972: un Fokker F27 de Indian Airlines perdió altura y se estrelló tras abandonar un intento de aterrizaje en Nueva Delhi. Los 4 tripulantes y los 14 pasajeros murieron.
- 31 de mayo de 1973: El vuelo 440 de Indian Airlines, un  Boeing 737-200, se estrelló y empezó a arder durante un aterrizaje en Nueva Delhi. Murieron 5 de los 7 tripulantes y 43 de los 58 pasajeros.
- 12 de octubre de 1976: El motor derecho de un Caravelle comenzó a arder poco tiempo después de despegar y la tripulación decidió dar la vuelta. El suministro de combustible al motor accidentado no fue cortado y el fuego se extendió por el fuselaje, provocando un fallo hidráulico y la pérdida del control del avión poco antes de aterrizar en Bombay. Los 6 tripulantes y los 89 pasajeros fallecieron.
- 4 de agosto de 1979: También en Bombay, un HS748 en aproximación de noche y con mal tiempo chocó contra el suelo a unos 10 km del aeropuerto. Los 4 tripulantes y los 41 pasajeros murieron.
- 10 de mayo de 1980: Un 737-200 que sobrevolaba Rampur Hat sufrió fortísimas turbulencias. 2 de los 132 pasajeros murieron.
- 19 de octubre de 1988: Otro 737-200 en aproximación a Ahmedabad chocó contra una torre de alta tensión a unos 8 km del aeropuerto a causa de la mala visibilidad. 6 tripulantes y 124 pasajeros muertos.
- 14 de febrero de 1990: El vuelo 605 de Indian Airlines en aproximación a Bangalore tocó tierra 700 metros antes de la cabecera de pista. 4 de los 7 tripulantes y 88 de los 139 pasajeros murieron.
- 16 de agosto de 1991: Un 737-200 se estrelló en Imphal mientras descendía hacia el aeropuerto, situado a unos 30 km. 6-63.
- 26 de abril de 1993: Otro 737-200 en el aeropuerto de Aurangabad, India. La tripulación inició tarde la maniobra de despegue y el aparato golpeó a un gran vehículo que circulaba por una carretera situada justo a la salida de la pista. El vehículo dañó un motor y el avión posteriormente se estrelló contra el tendido eléctrico y cayó. 4/6-52/112. Las autoridades del aeropuerto fueron citadas por la mala regulación del tráfico de esa carretera.
- Nochebuena de 1999: El vuelo 814 de Indian Airlines, que acababa de despegar de Katmandú en Nepal para dirigirse al Aeropuerto Internacional Indira Gandhi de Nueva Delhi, fue secuestrado. El avión fue sobrevolando distintos puntos del sur y del sudeste asiático mientras el Gobierno indio negociaba con los secuestradores talibán. Un pasajero fue asesinado y alguno fueron liberados. No sería hasta el día de Nochevieja cuando fueron liberados el resto de los rehenes.
- 18 de enero de 2006: Los neumáticos derechos traseros de un A320 en vuelo desde Nueva Delhi a Patna comenzaron a arder a las 15:30 en pleno aterrizaje. Ningún herido.
- 12 de marzo de 2006: El vuelo IC-955 de Madrás a Kuala Lumpur tuvo que volver a Madrás por problemas de motor. Una vez arreglado el problema el avión salió hacia su destino a las 5:30 a. m. sin más incidentes.
- 3 de junio de 2006: Un Airbus 320 en ruta de Singapur a Nueva Delhi tuvo que realizar un aterrizaje de emergencia en Biju Patnaik por problemas mecánicos.